# William Philo
William Philo (ur. 17 lutego 1882 w Londynie, zm. 7 lipca 1916 we Francji) – brytyjski bokser. W 1908 roku na letnich igrzyskach olimpijskich w Londynie zdobył brązowy medal w kategorii średniej.
Zginął podczas I wojny światowej w bitwie nad Sommą.